# Гізіс Микола Лазарович
Микóла Лáзарович Гíзіс (* 23 листопада 1916, Меджибіж — † 18 липня 1987, Хмельницький) — повний кавалер ордена Слави , в роки радянсько-німецької війни командир відділення розвідки 224-го мінометного полку (11-а мінометна бригада, 12-а артилерійська дивізія прориву РВГК, 4-й артилерійський корпус,  69-а армія, 1-й Білоруський фронт), старший сержант — на момент подання до ордена Слави 1-го ступеня.

## Біографія
Народився 23 листопада 1916 року у селищі міського типу Меджибіж Летичівського району Хмельницької області (Україна) в сім'ї робітника. Єврей. Закінчив чотирикласну школу. Працював робітником у колгоспі в селищі Меджибіж.
В 1937 році був призваний в армію. Служив в мінометних підрозділах. З початком радянсько-німецької війни, з червня 1941 року, у діючій армії. У вересні 1941 року брав участь у боях на Західному фронті в Білорусі під Гомелем. Взимку, цього ж року, брав участь у битві за Москву, влітку 1942 року — в оборонних боях під Сталінградом. Під час Сталінградського контрнаступу 23 листопада 1942 року Микола Лазарович був контужений. Після госпіталю був призначений командиром відділення розвідки у 224-й мінометний полк, 12-ї артилерійської дивізії, в якому прослужив до кінця війни.
Під час Курської битви, за успішне виконання бойових завдань Гізіс був нагороджений медаллю «За відвагу».
У серпні 1943 року Микола Лазарович зі своїм полком форсує річку Десна. Тут він був поранений. Після госпіталю, у лютому 1944 року форсує Дніпро. Влітку 1944 року брав участь у боях за звільнення Білорусі, а потім у боях на території Польщі.
У серпні 1944 року в ході форсування Вісли в районі Пулави, сержант Микола Гізіс вміло веде корегування мінометного вогню полку, що дало змогу знищити дві мінометні батареї і три кулеметні точки супротивника.
Наказом від 17 серпня 1944 року за успішне форсування Вісли і проявлені при цьому хоробрість і відвагу сержант Гізіс Микола Лазарович нагороджений орденом Слави 3-го ступеня (№ 163938).
У січні-лютому 1945 року в ході Варшавсько-Познанської операції в місті Познань сержант Гізіс неодноразово вів успішну розвідку цілей і забезпечував їх знищення (в тому числі два ручні кулемети, 75-мм гармата, два гранатометника) і сам персонально гранатами знищив станковий кулемет разом з розрахунком.
Наказом від 25 березня 1945 року за сміливі та рішучі дії Микола Гізіс був нагороджений орденом Слави 2-го ступеня (№ 16818).
16 квітня, в ході Берлінської операції при прориві ворожої оборони в районі міста Лебус і Франкфурта-на-Одері старший сержант Гізіс, під вогнем противника вів безперервну розвідку, фіксуючи вогневі точки супротивника і передаючи дані своєму командуванню, це дало змогу знищити шість кулеметних точок і одну протитанкову гармату. Микола Лазарович був поранений, але продовжував коригувати мінометний вогонь. Тільки коли піхота почала просуватися вперед, він відправився на медичний пункт.
Указом Президії Верховної Ради СРСР від 15 травня 1946 року Микола Лазарович Гізіс був нагороджений орденом Слави 1-го ступеня (№ 1666), після чого став повним кавалером ордена Слави.
У 1945 році старший сержант Микола Гізіс був демобілізований і повернувся до міста Проскурова. Працював художником, заступником директора парку культури. Був головою обласного товариства художників, членом обласної ради ветеранів війни.
Помер 18 липня 1987 року. Похований на Алеї Слави кладовища міста Хмельницький.

## Нагороди
Нагороджений орденами Вітчизняної війни 1-го ступеня (11.03.1985), Слави 3-го (17.08.1944), 2-го (25.03.1945) і 1-го (15.05.1946) ступенів, медалями, у тому числі "За відвагу " (1943).